# Jim Corey
Pour les articles homonymes, voir Corey.
Jim Corey est un acteur américain né le 19 octobre 1883 à Buffalo (État de New York), et mort le 10 janvier 1956 à Los Angeles (Californie).
Au début des années 1920, il obtient des seconds rôles importants à Hollywood. Il joue notamment dans plusieurs dizaines de films avec Hoot Gibson. Sa popularité ne s'accroit jamais et il reste un acteur de second plan jusqu'à l'arrivée du cinéma parlant. Dans les années 1930 et 1940, il n'est plus engagé que comme figurant. Il se retrouve ainsi dans plusieurs centaines de productions.
Au total, Jim Corey est apparu dans environ 320 films, dont 300 westerns.

## Filmographie partielle
- 1914 : The Master Key (en) de Robert Z. Leonard : Wah Sing
- 1916 : The Code of the Mounted de Jacques Jaccard
- 1917 : Cheyenne's Pal de John Ford : Noisy Jim
- 1918 : Le Cavalier fantôme (The Phantom Riders) de John Ford : Foreman
- 1919 : Cyclone Smith's Partner de Jacques Jaccard
- 1919 : Tête brûlée (A Gun Fightin' Gentleman) de John Ford
- 1920 : His Nose in the Book (en) de B. Reeves Eason
- 1920 : Wolf Tracks (en) de Mack V. Wright
- 1920 : Masked (en) de Mack V. Wright
- 1920 : The Broncho Kid (en)
- 1920 : The Fightin' Terror (en)
- 1920 : The Shootin' Kid (en)
- 1920 : The Smilin' Kid (en)
- 1920 : The Champion Liar (en)
- 1920 : The Big Catch (en)
- 1920 : A Gamblin' Fool (en)
- 1920 : The Grinning Granger (en)
- 1920 : One Law for All (en)
- 1920 : The Shootin' Fool (en)
- 1920 : 'In Wrong' Wright (en)
- 1920 : Cinders (en)
- 1920 : Double Danger d'Albert Russell
- 1920 : The Two-Fisted Lover (en)
- 1920 : Tipped Off (en)
- 1920 : Superstition d'Edward Laemmle
- 1920 : Fight It Out (en) : Slim Allen
- 1920 : The Man with the Punch (en) : Sheriff Jeff Sellers
- 1920 : The Trail of the Hound (en)
- 1921 : The Saddle King (en)
- 1921 : The Driftin' Kid (en) d'Albert Russell
- 1921 : Sweet Revenge (en)
- 1921 : The Grip of the Law d'Edward Laemmle : Mark Heckle
- 1921 : The Trigger Trail d'Edward Laemmle : Desert Coyote
- 1921 : Out o' Luck (en)
- 1921 : Big Bob (en)
- 1921 : The Midnight Raiders  d'Edward Laemmle : The Chief of the Raiders
- 1921 : The Knockout Man d'Edward Laemmle : Bull Barrett
- 1921 : The Guilty Trail d'Edward Laemmle
- 1921 : The Outlaw d'Edward Laemmle : Red Connor
- 1921 : Fighting Blood de Lee Kohlmar
- 1921 : Stand Up and Fight d'Edward Laemmle
- 1921 : Valley of the Rogues d'Edward Laemmle
- 1921 : The Danger Man d'Edward Laemmle
- 1921 : Rim of the Desert d'Edward Laemmle
- 1921 : Action de John Ford : Sam Waters
- 1921 : Winners of the West (en)  d'Edward Laemmle : Godney
- 1921 : Red Courage de B. Reeves Eason : Steve Carrol
- 1921 : In the Nick of Time  d'Edward Laemmle : Jeff Livingston
- 1921 : Both Barrels  d'Edward Laemmle : Bart Matthew
- 1921 : Fair Fighting d'Edward A. Kull : Ike Martin
- 1921 : The Alarm de Robert Hill
- 1922 : Headin' West (en) de William James Craft  : Red Malone
- 1922 : The Jaws of Steel de Nat Ross  : Jules Biason
- 1922 : Go Get 'em Gates d'Arthur J. Flaven : Ranch Cowhand (non crédité)
- 1922 : Unmasked de Nat Ross : Hastings, an Outlaw
- 1922 : Dead Gamed'Edward Laemmle  et Nat Ross  : Jim Blake
- 1922 : In the Days of Buffalo Bill (en) d'Edward Laemmle : Quantrell
- 1922 : Timberland Treachery de Duke Worne : Slim
- 1923 : The Oregon Trail (en) : Rene Coulier
- 1923 : Shootin' 'Em Up de Jay Marchant
- 1924 : Headin' Through de  Leo D. Maloney et Bob Williamson : Lige Gilson
- 1924 : Payable on Demand de Leo D. Maloney : Slim Miller
- 1924 : Unseen Hands (en) de Jacques Jaccard : Wapita
- 1924 : The Dangerous Coward (en) d'Albert S. Rogell : The Weazel
- 1924 : The Perfect Alibi de  Leo D. Maloney : Lon Elwell
- 1924 : Western Vengeance de J. P. McGowan : Santag
- 1924 : Les Loups de la frontière (The Border Legion) de William K. Howard : Pearce
- 1925 : The Burning Trail (en) d'Arthur Rosson : Black Loring
- 1925 : Double-Fisted de Harry S. Webb
- 1925 : The Circus Cyclone, d'Albert S. Rogell : Greasey
- 1925 : Jack le centaure (en) (The Calgary Stampede) d'Herbert Blaché : Fred Burgess
- 1926 : The Iron Rider de Jacques Jaccard : Parson Larkin
- 1926 : The Blind Trail (en) de Leo D. Maloney : Al Leitz
- 1926 : The Bar-C Mystery (en) de Robert Hill
- 1926 : The Man from Oklahoma (en) de  Forrest Sheldon : Barfly
- 1926 : The Shoot 'Em Up Kid (en) de Hoot Gibson
- 1926 : Hair Trigger Baxter (en) de Jack Nelson : Jim Dodds
- 1926 : Red Hot Leather (en) d'Albert S. Rogell : 'Red' Hussey
- 1927 : Hey! Hey! Cowboy de Lynn Reynolds : Blake
- 1927 : Le Roi de la prairie (The Prairie King) de B. Reeves Eason : Henchman
- 1927 : Au service de la loi (en) (The Last Outlaw) d'Arthur Rosson : Butch
- 1927 : Open Range (en) de Clifford Smith : Red
- 1929 : The Lariat Kid (en) de  B. Reeves Eason : Jackknife
- 1929 : The Harvest of Hate (en) d'Henry MacRae : Bit Role
- 1929 : Points West (en) d'Arthur Rosson : Steve
- 1929 : La Manière forte (en) (Courtin' Wildcats) de  Jerome Storm : The Fugitive
- 1930 : The Mounted Stranger (en) d'Arthur Rosson : White-Eye
- 1930 : Lucky Larkin (en) d' Harry Joe Brown : Henchman
- 1930 : The Fighting Legion (en) d'Harry Joe Brown : The drunk
- 1930 : Le ranch de Noé (en) (Roaring Ranch) de B. Reeves Eason : Arsonist
- 1930 : Le torrent justicier (en) (Mountain Justice) d'Harry Joe Brown  : Mountain Man
- 1930 : The Lone Rider (en) de  Louis King : Henchman
- 1930 : Near the Rainbow's End de J. P. McGowan : Henchman
- 1930 : The Border Legion d'Otto Brower et Edwin H. Knopf : Kells Gang Member
- 1930 : The Land of Missing Men (en) de John P. McCarthy : Deputy Slim
- 1930 : The Indians Are Coming (en) d'Henry MacRae : Henchman Jim
- 1930 : Pour le droit et pour l'honneur ( ou California in 1878) de  William Nigh : Deputy Jim
- 1931 : Red Fork Range (en) d'Alan James : 'Apache' Joe
- 1931 : Clearing the Range (en) d'Otto Brower : Henchman Jim
- 1931 : Rider of the Plains (en) de  John P. McCarthy : Posse rider
- 1931 : The Texas Ranger (en) de D. Ross Lederman : Ed Lanning
- 1931 : Le Défilé du Diable de Phil Rosen : Henchman Jim
- 1931 : The Fighting Sheriff (en) de Louis King : Barfly
- 1931 : The Ridin' Fool de John P. McCarthy : Cowhand
- 1931 : Justiciers du Texas (Alias the Bad Man) de Phil Rosen : Henchman Slim
- 1931 : Le Tueur de l'Arizona (Arizona Terror) de Phil Rosen : Posse member
- 1931 : Sundown Trail (en) de  Robert F. Hill : Henchman Lennie
- 1931 : Lasca of the Rio Grande (en) d'Edward Laemmle
- 1931 : Freighters of Destiny (en) de Fred Allen : Tom
- 1931 : Shotgun Pass (en) de  J. P. McGowan : Bartender
- 1931 : Les Volontaires de la mort (Branded Men) de Phil Rosen : Henchman Jim
- 1931 : Battling with Buffalo Bill de Ray Taylor : Henchman Red Dirk
- 1931 : Le Ranch de la terreur (Range Feud) de D. Ross Lederman : Henchman
- 1931 : The Pocatello Kid de Phil Rosen : Cowhand
- 1932 : Without Honor (en) de  William Nigh : Henchman
- 1932 : Sunset Trail (en) de  B. Reeves Eason : Henchman
- 1932 : Partners (en) de Fred Allen : Henry Jones
- 1932 : One Man Law (en) : Rancher Retrieving Target
- 1932 : Law and Order d'Edward L. Cahn : Spectator at hanging
- 1932 : Hell Fire Austin (en) de  Forrest Sheldon : Henchman
- 1932 : The Saddle Buster (en) de Fred Allen  : Rodeo Wrangler
- 1932 : Whistlin' Dan (en)  de  Phil Rosen  : Henchman
- 1932 : Border Devils de William Nigh : Cowhand
- 1932 : The Scarlet Brand (en) de  J. P. McGowan : Jim Barry
- 1932 : Le Dernier des Mohicans (en) (The Last of the Mohicans) de Ford Beebe et B. Reeves Eason : Henchman
- 1932 : Heroes of the West (en) de  Ray Taylor : Henchman
- 1932 : Beyond the Rockies (en) de Fred Allen : Sherman Henchman Pete
- 1932 : Cornered (en) de B. Reeves Eason : Henchman
- 1932 : The Night Rider (en) de Fred C. Newmeyer : Barfly
- 1932 : Duke le rebelle (Ride Him, Cowboy) de Fred Allen : Homme de main du "Rapace" en sentinelle
- 1932 : Come On, Tarzan (en) de B. Reeves Eason : Cowhand Jim
- 1932 : The Fourth Horseman (en) d' Hamilton MacFadden : Townsman
- 1932 : Heritage of the Desert de Henry Hathaway : Henchman Ed
- 1932 : Outlaw Justice (en) d' Armand Schaefer : Deputy
- 1932 : L'Aigle blanc (White Eagle) de Lambert Hillyer : Townsman
- 1932 : La Grande Panique (The Big Stampede) de Tenny Wright : Settler
- 1932 : Between Fighting Men (en) de Forrest Sheldon : Cowhand
- 1932 : Le Fantôme (Haunted Gold) de Mack V. Wright : Henchman Ed
- 1932 : Flaming Guns (en) d'Arthur Rosson : Ranch Hand Pete
- 1933 : Terror Trail (en) d'Armand Schaefer : Henchman Henry
- 1933 : The Thrill Hunter (en) de George B. Seitz : Deputy Jim
- 1933 : Frères dans la mort (Somewhere in Sonora) de Mack V. Wright : Henchman
- 1933 : Cross Fire : Henchman
- 1933 : Fighting with Kit Carson de Colbert Clark et Armand Schaefer : Mystery Rider
- 1933 : L'Homme de Monterey (The Man from Monterey) de Mack V. Wright : Soldier
- 1933 : The Fiddlin' Buckaroo (en) de  Ken Maynard : Henchman
- 1933 : Gordon of Ghost City (en) de Ray Taylor  : Henchman Jeff
- 1933 : Man of the Forest de Henry Hathaway : Henchman
- 1933 : The Fighting Code (en) de Lambert Hillyer : Reports Carter shot
- 1934 : The Fighting Ranger (en) de George B. Seitz : Henchman
- 1934 : Perdus dans la jungle (en) (The Lost Jungle) de David Howard et  Armand Schaefer : Steve, crewman
- 1934 : Mystery Ranch (en) de Bernard B. Ray : Cowhand
- 1934 : Honor of the Range (en) d'Alan James : Cowhand
- 1934 : La Dernière Ronde (The Last Round-Up) de Henry Hathaway
- 1934 : Smoking Guns d'Alan James : Henchman Jim
- 1934 : Rainbow Riders de Bennett Cohen (en) : Deputy
- 1934 : The Red Rider de Lew Landers : Berg, Breen henchman
- 1934 : Rocky Rhodes (en) d'Alfred Raboch : Townsman
- 1934 : In Old Santa Fe de David Howard : Scrawny Deputy
- 1934 : Le Mystère du Colorado (en) (Mystery Mountain) d'Otto Brower : Corwin teamster Jim
- 1935 : No Man's Range (en) de Robert N. Bradbury : Henchman
- 1935 : Square Shooter (en) de David Selman : Wagon driver
- 1935 : Rustlers of Red Dog de Lew Landers : Henchman Hank
- 1935 : L'Extravagant Mr Ruggles (Ruggles of Red Gap) de Leo McCarey : Cowboy
- 1935 : La Reine de l'empire fantôme (The Phantom Empire) d'Otto Brower : Muranian
- 1935 : Sunset Range (en) de  Ray McCarey : Cowhand
- 1935 : The Outlaw Deputy (en) d'Otto Brower : Henchman Jim
- 1935 : Rainbow's End (en) de  Norval Spencer : Ranch Hand
- 1935 : Man from Guntown (en) de Ford Beebe : Deputy Slim
- 1935 : Heir to Trouble (en) de Spencer Gordon Bennet : Deputy
- 1935 : The Throwback (en) de Ray Taylor : Messenger
- 1935 : The Eagle's Brood (en) de Howard Bretherton : Barfly
- 1935 : Between Men (en) de Robert N. Bradbury : Brawler that shoots Johnny
- 1935 : L'Île des rayons de la mort (The Fighting Marines) de B. Reeves Eason et Joseph Kane : Henchman Karlsson
- 1935 : The Courageous Avenger (en) de Robert N. Bradbury : Prisoner
- 1936 : The Adventures of Frank Merriwell (en) de Clifford Smith: Bill [Ch. 4]
- 1936 : Valley of the Lawless (en) de Robert N. Bradbury : Bushwhacker
- 1936 : The Lawless Nineties de Joseph Kane : Henchman
- 1936 : La Fille du bois maudit (The Trail of the Lonesome Pine) de Henry Hathaway : Falin clan member
- 1936 : El Diablo, cheval sauvage (Comin' 'Round the Mountain) de Mack Wright : Henchman
- 1936 : Flash Gordon de Frederick Stephani et Ray Taylor : un homme
- 1936 : Last of the Warrens (en) de Robert N. Bradbury : Henchman
- 1936 : The Cowboy and the Kid (en) de Ray Taylor : Deputy
- 1936 : Everyman's Law (en) d'Albert Ray : Homesteader
- 1936 : Guns and Guitars de Joseph Kane : Henchman Buck
- 1936 : Rhythm on the Range de Norman Taurog : Rodeo cowboy
- 1936 : The Phantom Rider, de Ray Taylor : Henchman Gabe
- 1936 : Under Cover Man (en) d'Albert Ray  : Barfly
- 1936 : Hopalong Cassidy Returns (en) de  Nate Watt : Saloon Patron
- 1936 : Boss Rider of Gun Creek (en) de  Lesley Selander : Rustler
- 1936 : Rio Grande Ranger (en) de Spencer Gordon Bennet : Henchman
- 1936 : Empty Saddles de Lesley Selander : Henchman
- 1936 : The Old Corral (en) de Joseph Kane : Prisonnier
- 1937 : Ranger Courage (en)de Spencer Gordon Bennet  : Horseshoe player
- 1937 : Dick Tracy (en) d'Alan James et Ray Taylor : Orderly-Thug [Ch. 14]
- 1937 : Borderland (en) de Nate Watt : Barfly
- 1937 : The Feud of the Trail (en) de  Robert F. Hill : Holcomb brother
- 1937 : Land Beyond the Law (en) de B. Reeves Eason : Henchman
- 1937 : Trail of Vengeance (en) de Sam Newfield : Henchman
- 1937 : Left-Handed Law (en) de  Lesley Selander : Henchman Jim
- 1937 : Round-Up Time in Texas (en) de Joseph Kane : Bill
- 1937 : Mystery Range (en) de Sam Katzman : Henchman
- 1937 : Law of the Ranger (en) de Spencer Gordon Bennet : Henchman
- 1937 : Guns in the Dark (en) de  Sam Newfield : Jim Badger
- 1937 : Gun Lords of Stirrup Basin (en) de  Sam Newfield : Henchman Mart
- 1937 : Come On, Cowboys! (en) de  Joseph Kane : Ambusher
- 1937 : Reckless Ranger (en) de Spencer Gordon Bennet : Henchman
- 1937 : Smoke Tree Range (en) de Lesley Selander : Henchman
- 1937 : Yodelin' Kid from Pine Ridge (en) de Joseph Kane : Henchman
- 1937 : Brothers of the West (en) de  Sam Katzman : Larry, Tracy Henchman
- 1937 : Wild West Days (en) : Barfly-Henchman
- 1937 : Crime au Far West (en) (Empty Holsters) de B. Reeves Eason : Rider
- 1937 : Riders of the Dawn de Robert N. Bradbury : Henchman
- 1937 : Boothill Brigade (en) de  Sam Newfield : Healy
- 1937 : Heroes of the Alamo (en) de Harry L. Fraser : Hank Hunter
- 1937 : Black Aces (en) de Buck Jones : Henchman
- 1937 : Prairie Thunder (en) de B. Reeves Eason : Man
- 1937 : Jungle Menace  d'Harry L. Fraser  et George Melford : Henchman
- 1937 : Danger Valley (en) : Henchman
- 1937 : Springtime in the Rockies d'Irving Cummings : Cowboy
- 1937 : The Luck of Roaring Camp (en) d'Irvin Willat : Starbottle
- 1937 : Texas Trail (en) de David Selman : Henchman
- 1937 : Outlaws of the Prairie (en) de Sam Nelson : Henchman
- 1937 : Romance of the Rockies (en) de Robert North Bradbury : Henchman
- 1938 : Camarades de la plaine (en) (Partners of the Plains) de Lesley Selander : Henchman
- 1938 : The Purple Vigilantes (en) de George Sherman : Townsman
- 1938 : Call the Mesquiteers (en) de John English : Deputy
- 1938 : Outlaws of Sonora (en) de  George Sherman
- 1938 : Whirlwind Horseman (en) de  Robert F. Hill : Henchman Jack
- 1938 : Six Shootin' Sheriff (en) de  Harry L. Fraser : Gambler
- 1938 : Bill Hickok le sauvage (en) (The Great Adventures of Wild Bill Hickok) de  Sam Nelson : Phantom Raider
- 1938 : Gold Mine in the Sky (en) de Joseph Kane : Henchman Chet
- 1938 : Flaming Frontiers (en) d'Alan James et Ray Taylor: Hank Johnson
- 1938 : Le Retour de Billy the Kid (Billy the Kid Returns) de Joseph Kane : Henchman Bart
- 1938 : Prairie Moon (en) de Ralph Staub : Posse rider
- 1938 : Santa Fe Stampede de George Sherman : Townsman
- 1938 : The Frontiersmen (en) de Lesley Selander : Bar 20 Cowboy
- 1939 : Sunset Trail (en) de Lesley Selander : Cowboy
- 1939 : The Lone Ranger Rides Again de William Witney et John English : Burning Wagon Raider
- 1939 : Code of the Cactus (en)  de Sam Newfield : Henchman
- 1939 : Trigger Smith d'Alan James : Henchman
- 1939 : Rough Riders' Round-up (en) de Joseph Kane : Henchman
- 1939 : Southward Ho (en) de Joseph Kane : Davidson (Union soldier)
- 1939 : Le Cavalier de l'Arizona (en) (Silver on the Sage) de Lesley Selander : Henchman
- 1939 : Frontier Pony Express (en) de Joseph Kane : Johnson Henchman
- 1939 : The Law Comes to Texas (en) de Joseph Levering : Henchman
- 1939 : The Oregon Trail (en) de Ford Beebe : Pioneer at wagon train camp
- 1939 : In Old Caliente (en) de Joseph Kane : Curly's Henchman
- 1939 : New Frontier de George Sherman : Bushwhacker
- 1939 : In Old Monterey (en) de Joseph Kane : Townsman
- 1939 : Desperate Trails (en) d'Albert Ray : Barfly
- 1939 : Saga of Death Valley (en) de Joseph Kane : Henchman
- 1939 : South of the Border de George Sherman : Bandit
- 1940 : Les Raisins de la colère (The Grapes of Wrath) de John Ford : Buck Jackson
- 1940 : Pioneers of the Frontier (en) de Sam Nelson : Townsman
- 1940 : The Showdown (en) d'Howard Bretherton : Barfly
- 1940 : Riders of Pasco Basin (en) de Ray Taylor : Rancher
- 1940 : The Light of Western Stars (en) de Lesley Selander : Ranch hand
- 1940 : Gaucho Serenade (en) de Frank McDonald : Henchman on Train
- 1940 : One Man's Law de George Sherman : Citadin
- 1940 : Winners of the West (en) de Ford Beebe et Ray Taylor : Citadin
- 1940 : Les Déracinés (Three Faces West) de Bernard Vorhaus : Churchgoer
- 1940 : The Return of Wild Bill (en) de Joseph H. Lewis : Henchman Mike
- 1940 : Deadwood Dick (en) de James W. Horne : Henchman Steve
- 1940 : Stage to Chino (en) d'Edward Killy : Townsman
- 1940 : Colorado (en) de Joseph Kane : Deputy
- 1940 : Le Cavalier du désert (The Westerner) de William Wyler : Lee Webb
- 1940 : Under Texas Skies de George Sherman : Rancher
- 1940 : Prairie Schooners de Sam Nelson : Fermier
- 1940 : Cherokee Strip : Henchman
- 1940 : Trois hommes du Texas (Three Men from Texas) : Henchman
- 1940 : Melody Ranch (en) de Joseph Santley : Undetermined Role
- 1940 : Law and Order (en) de Ray Taylor : Cowhand
- 1940 : The Wildcat of Tucson (en) de Lambert Hillyer : Rancher Jim
- 1941 : L'Aigle blanc (en) (White Eagle) de James W. Horne : Henchman
- 1941 : Robin Hood of the Pecos (en) de Joseph Kane : Henchman
- 1941 : The Phantom Cowboyde George Sherman : Henchman with fake wound
- 1941 : Prairie Pioneers (en) de Lester Orlebeck : Henchman
- 1941 : Back in the Saddle (en) de Lew Landers : Rider
- 1941 : Bury Me Not on the Lone Prairie (en) de Ray Taylor : Rancher Barney
- 1941 : Robbers of the Range (en) d'Edward Killy : Henchman
- 1941 : Sheriff of Tombstone (en) de Joseph Kane : Jed Crowley
- 1941 : Desert Bandit de George Sherman : Henchman Blink
- 1941 : Wrangler's Roost (en) de S. Roy Luby (en) : Gambler
- 1941 : Law of the Range (en) de Ray Taylor : Signal Fire Henchman Jake
- 1941 : The Medico of Painted Springs (en) de Lambert Hillyer
- 1941 : Sunset in Wyoming (en) de William Morgan : Rancher
- 1941 : The Son of Davy Crockett (en) de Lambert Hillyer : Water Hole Poisoner
- 1941 : Le Retour du proscrit (The Shepherd of the Hills) de Henry Hathaway : Bald Knobber
- 1941 : Six-Gun Gold (en) de David Howard : Deputy
- 1941 : Prairie Stranger (en) de Lambert Hillyer  : Undertaker
- 1941 : Twilight on the Trail (en) d'Howard Bretherton : Cowhand
- 1941 : Tonto Basin Outlaws (en) de S. Roy Luby (en) : Henchman
- 1941 : Roaring Frontiers (en) de Lambert Hillyer : Henchman
- 1941 : Dude Cowboy (en) de David Howard : Henchman
- 1942 : Le Garde de la diligence (en) (Stagecoach Buckaroo) de Ray Taylor : Townsman
- 1942 : Jesse James, Jr. de George Sherman : Deputy Sheriff
- 1942 : Sunset on the Desert (en) de Joseph Kane : Townsman
- 1942 : Down Rio Grande Way (en) de William Berke : Lobo
- 1942 : Sacramento (In Old California) de William C. McGann : Shorty
- 1942 : Vengeance of the West (en) de Lambert Hillyer : Henchman
- 1942 : Overland Mail (en) de Ford Beebe et John Rawlins : Lynch Mob Leader
- 1942 : Pardon My Gun de William Berke : Townsman
- 1943 : Haunted Ranch (en) de Robert Emmett Tansey : Army Enlistee
- 1943 : Colt Comrades (en) de Lesley Selander : Vigilante
- 1943 : Klondike Kate (en) de William Castle : Miner
- 1944 : Marshal of Reno (en) de Wallace Grissell : Barfly
- 1948 : Jeanne d'Arc (Joan of Arc) de Victor Fleming : Prêtre dans la loge de Cauchon